# Asamblea Nacional de Vietnam

La Asamblea Nacional de Vietnam (en vietnamita: Quốc hội nước Cộng hoà xã hội chủ nghĩa Việt Nam) es el organismo legislativo unicameral de la República Socialista de Vietnam.

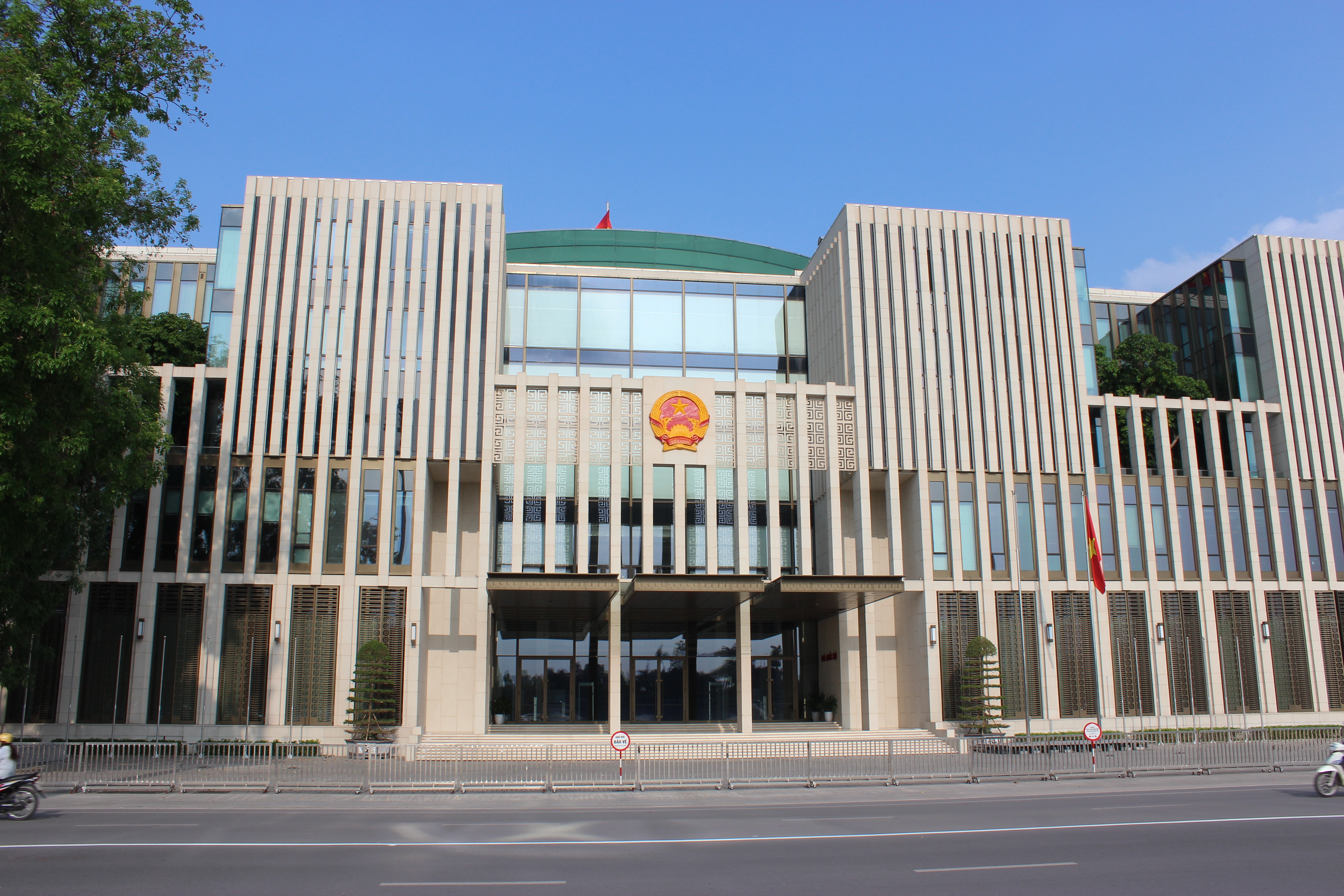
Asamblea Nacional de Vietnam, Hanói

La Constitución de Vietnam reconoce a la asamblea como el "máximo órgano de poder del estado." La Asamblea Nacional, un organismo unicameral de 498 miembros elegidos por un periodo de cinco años, se reúne dos veces al año. 
La asamblea nombra al presidente (jefe de Estado), al primer ministro (jefe de Gobierno), al Presidente de la Corte Suprema de Justicia Popular de Vietnam, al Jefe de la Procuraduría Suprema Popular de Vietnam y, a los 21 miembros del Gabinete (del Poder ejecutivo). Últimamente, sin embargo, el Partido Comunista de Vietnam (CPV) tiene gran influencia sobre el ejecutivo y ejerce control a través de los 150 miembros del Comité Central, los cuales eligen a los 15 miembros del Buró Político en el Congreso Nacional del Partido que se lleva a cabo cada cinco años. Los miembros del partido tienen todos los altos cargos del gobierno.
Constitucionalmente, la Asamblea Nacional es la organización gubernamental más alta y el órgano representativo de más alto nivel del pueblo. Tiene el poder de redactar, adoptar, enmendar la constitución, hacer y enmendar las leyes. También tiene la responsabilidad de legislar e implementar los planes y presupuestos estatales. 
A través de sus poderes constitutivos define si propio papel y los roles del Presidente del Estado vietnamita, el Gobierno vietnamita, los consejos populares locales y los comités populares, el Tribunal Popular Supremo y el Supremo Poder Popular. La asamblea puede elegir y destituir a los ministros del gobierno, al juez supremo de la Corte Popular Suprema y al procurador general de la Procuraduría Popular Suprema. Por último, tiene el poder de iniciar o concluir guerras, asumir otros deberes y poderes que considere necesarios. El mandato de cada Asamblea Nacional es de cinco años y las reuniones se convocan dos veces al año, o con mayor frecuencia si así lo solicita el Comité Permanente de la Asamblea Nacional.
Anteriormente, a pesar de sus muchos deberes formales, la Asamblea Nacional existía principalmente como un brazo legislativo del Buró Político del Partido Comunista de Vietnam. Convierte las resoluciones de la Mesa Política en leyes y decretos y moviliza el apoyo popular para ellos. En esta función, la Asamblea Nacional está dirigida por el Consejo de Ministros que actúa a través del Consejo de Estado y un número variable de comités especiales. 
El debate actual sobre la legislación no se produce. En cambio, un proyecto de ley se origina en el Consejo de Ministros, que registra el proyecto de ley y asigna un miembro del partido clave para presentarlo en la sala. Antes de la presentación, el miembro habrá recibido instrucciones detalladas del caucus del partido en la asamblea, que ha celebrado sesiones de estudio con respecto a la legislación propuesta. Una vez presentada la legislación, los miembros votan de acuerdo a las pautas del partido.
Sin embargo, recientemente, la Asamblea Nacional ha sido gradualmente más activa y cubierta en la vida política de Vietnam. Aunque la mayoría de las legislaciones todavía provienen del gobierno, estas legislaciones son ahora más acaloradamente debatidas en la Asamblea Nacional y atraen a más audiencias. En 2009, entre las muy debatidas legislaciones están las relativas al proyecto de bauxita de Vietnam en las Tierras Altas Centrales y el plan de Vietnam para nuevas centrales nucleares en Ninh Thuận.

## Historia de la Asamblea Nacional de Vietnam

### Orígenes
El precursor de la actual Asamblea Nacional de Vietnam fue el Congreso de Representantes Nacionales (Đại hội đại biểu quốc dân), convocado el 16 de agosto de 1945, en la provincia norteña de Tuyên Quang. Este Congreso apoyó la política de levantamiento general a nivel nacional del Viet Minh contra las fuerzas Japónesas y Francesas en Vietnam. También nombró al Comité de Liberación Nacional (Uỷ ban dân tộc giải phóng) como gobierno provisional.
- La Primera Asamblea Nacional (1946-1960)

Después de una serie de eventos que más tarde se denominaron colectivamente "Revolución de agosto", el Viet Minh tomó el poder en todo el país, y la República Democrática de Vietnam (Việt Nam dân chủ cộng hoà) fue declarada por Hồ Chí Minh en Hanói el 2 de septiembre de 1945. El 6 de enero de 1946, las primeras elecciones generales alguna vez en Vietnam se llevaron a cabo en todo el país en el que todas las personas mayores de 18 años tenían derecho a votar.
La primera sesión de la Primera Asamblea Nacional ("Quốc hội khoá I") tuvo lugar el 2 de marzo de 1946 con cerca de 300 diputados en la Ópera de Hanoi. Nguyễn Văn Tố fue nombrado presidente del Comité Permanente de la Asamblea Nacional. La Primera Asamblea Nacional aprobó a Hồ Chí Minh como jefe de Gobierno y su gabinete, y al ex Emperador Bảo Đại como "el Asesor Supremo". La segunda sesión, Bùi Bằng Đoàn fue nombrado presidente del Comité Permanente de la Asamblea Nacional. Tôn Đức Thắng fue presidente interino desde 1948, y desde 1955, cuando murió Đoàn, fue presidente del Comité Permanente.
La primera y segunda Constituciones de la República Democrática de Vietnam fueron aprobadas por esta Asamblea Nacional en 1946 y 1960, respectivamente. El mandato de la Primera Asamblea Nacional se prolongó (14 años) debido a la situación de guerra en Vietnam, particularmente la partición de Vietnam según los Acuerdos de Ginebra de 1954. De 1954 a 1976, las actividades de la Asamblea Nacional sólo fueron efectivas en Vietnam del Norte. 

### Vietnam dividido

#### Vietnam del Norte
- La Segunda Asamblea Nacional (1960-1964)

Debido a la partición de Vietnam y la declaración de la República de Vietnam en el Sur, no se pudieron organizar elecciones generales a nivel nacional. La Segunda Asamblea Nacional estuvo conformada por 362 diputados electos del Norte y 91 diputados del Sur de la Primera Asamblea Nacional que continuaron su mandato. Trường Chinh fue nombrado presidente del Comité Permanente de la Asamblea Nacional y ocupó este cargo hasta 1981.
- La Tercera Asamblea Nacional (1964-1971)

La Tercera Asamblea Nacional estuvo integrada por 366 diputados electos del Norte y 87 diputados continuando su mandato. El mandato de la Tercera Asamblea Nacional se prolongó debido a la situación de guerra. El Presidente Hồ Chí Minh murió durante el período de la Tercera Asamblea Nacional, y fue sucedido por Tôn Đức Thắng.
- La Cuarta Asamblea Nacional (1971-1975)

Fueron elegidos cuatrocientos veinte diputados para la Cuarta Asamblea Nacional. Durante el cuarto mandato, Estados Unidos retiró sus tropas de Vietnam de acuerdo con los Acuerdos de Paz de París de 1973.
- La Quinta Asamblea Nacional (1975-1976)

La Quinta Asamblea Nacional estuvo integrada por 424 diputados electos. El quinto período fue el período más corto de la Asamblea Nacional, ya que se acortó para organizar las elecciones generales a nivel nacional después de la Reunificación de Vietnam.

#### Vietnam del Sur
Cuando existió la República de Vietnam, tenía su Asamblea Nacional como su única legislatura. Después de que la nueva constitución fuera aprobada en 1967, tenía dos cámaras parlamentarias: el Senado (Thượng-nghị-viện) y la Cámara de Representantes (Hạ-nghị-viện), modelada en gran parte en base en el Congreso de los Estados Unidos.

### Desde 1976
- La Sexta Asamblea Nacional (1976-1981)

Esta fue la primera elección después de la reunificación del Norte y el Sur y los votantes seleccionaron 492 miembros, de los cuales 243 representaron al Sur y 249 al Norte. En este término, la Asamblea Nacional adoptó el nombre de "República Socialista de Vietnam" (Cộng hoà xã hội chủ nghĩa Việt Nam) para el país reunificado, fusionando las organizaciones correspondientes entre el Gobierno de Vietnam del Norte y el Gobierno revolucionario provisional de la República de Vietnam del Sur, y renombrando Saigón como Ciudad Ho Chi Minh. También aprobó la nueva Constitución en 1980.
- La Séptima Asamblea Nacional (1981-1987)

La Séptima Asamblea Nacional y sus 496 miembros presenciaron el fin de la economía vietnamita centralizada y fuertemente planificada y el lanzamiento por parte del PCV de la Política de Renovación (Đổi mới ) para adoptar la economía de mercado. Trường Chinh fue elegido como Presidente del Consejo de Estado y Nguyễn Hữu Thọ fue elegido como Presidente de la Asamblea Nacional.
- La Octava Asamblea Nacional (1987-1992)

En elecciones anteriores, debido a que los candidatos seleccionados fueron elegidos de antemano, el proceso electoral no fue genuino. Nadie podía postularse para un cargo a menos que lo aprobara el Partido Comunista y, en muchos casos, el organismo local del partido simplemente designaba a los candidatos. Sin embargo, todo ciudadano tenía el deber de votar y, aunque la votación era secreta, el electorado, a través de sesiones de estudio electoral, recibía directivas del partido sobre quién debía ser elegido. Sin embargo, las elecciones de 1987 fueron comparativamente abiertas para los estándares vietnamitas. Era evidente que el partido estaba tolerando una elección más amplia de candidatos y más debate.
La elección de 1987 eligió a 496 diputados para la Octava Asamblea Nacional. En este período, la Asamblea Nacional aprobó la Constitución de 1992, en la que se garantizaba la propiedad personal de los ciudadanos sobre las propiedades comerciales. Lê Quang Đạo fue designado presidente de la Asamblea Nacional.
- La Novena Asamblea Nacional (1992-1997)

Las elecciones de 1992 establecieron la primera Asamblea Nacional después de la entrada en vigor de la Constitución de 1992. A partir de este período, la agenda de la Asamblea Nacional se ha llenado de procedimientos legislativos al servicio de la Política Đổi mới. La Asamblea Nacional constaba de 395 diputados electos. En este período, Nông Đức Mạnh fue elegido como el séptimo presidente de la Asamblea Nacional.
- La Décima Asamblea Nacional (1997-2002)

La Asamblea Nacional constaba de 450 diputados electos. En este período, el presidente Nông Đức Mạnh fue reelegido como presidente de la Asamblea Nacional y se convirtió en la segunda persona en ser reelegido después de Trường Chinh. A mediados de 2001, fue elegido Secretario General del PCV en su Noveno Congreso Nacional y cesó en su cargo de Presidente de la Asamblea Nacional. Nguyễn Văn An fue designado para reemplazar a Mạnh y se convirtió en el octavo presidente de la Asamblea Nacional.
- La Undécima Asamblea Nacional (2002-2007)

La Asamblea Nacional constaba de 498 diputados electos. En este período, Nguyễn Văn An fue elegido presidente de la Asamblea Nacional. Vicepresidentes de la AN: Trương Quang Được, Nguyễn Phúc Thanh, Nguyễn Văn Yểu.
Tras el Décimo Congreso Nacional del PCV, se retiró. A mediados de 2016, Nguyễn Phú Trọng fue designado como el noveno presidente de la Asamblea Nacional.
- La Duodécima Asamblea Nacional (2007-2011)

La Asamblea Nacional estaba formada por 493 diputados electos. En este período, Nguyễn Phú Trọng fue elegido como el décimo presidente de la Asamblea Nacional.
 Vicepresidentes de la AN: Tòng Thị Phóng (primero), Nguyễn Đức Kiên, Huỳnh Ngọc Sơn y Uông Chu Lưu
- La Decimotercera Asamblea Nacional (2011-2016)

La Asamblea Nacional constaba de 500 diputados electos. En este período, Nguyễn Sinh Hùng fue elegido como el undécimo presidente de la Asamblea Nacional. Vicepresidentes de la AN: Tòng Thị Phóng (primero), Nguyễn Thị Kim Ngân, Uông Chu Lưu y Huỳnh Ngọc Sơn.
- La Decimocuarta Asamblea Nacional (2016-2021)

La Asamblea Nacional estaba formada por 496 diputados electos. En este período, Nguyễn Thị Kim Ngân fue elegida como la 12.ª Presidenta de la Asamblea Nacional y la primera mujer en ocupar este puesto. Vicepresidentes de la AN: Tòng Thị Phóng (primero), Uông Chu Lưu, Phùng Quốc Hiển y Đỗ Bá Tỵ.
- La Decimoquinta Asamblea Nacional (2021-2026)

La Asamblea Nacional estaba formada por 499 diputados electos. En este período, Vương Đình Huệ fue elegido presidente de la Asamblea Nacional. Vicepresidentes de la AN: Trần Thanh Mẫn (primero), Nguyễn Khắc Định, Nguyễn Đức Hải y Trần Quang Phương.

## Estructura y organización
- Comité Permanente (Ủy ban Thường vụ): Este es el órgano ejecutivo y permanente de la Asamblea Nacional, que incluye a la presidenta/presidente, las vicepresidentas/vicepresidentes y otros miembros permanentes. El número de miembros del comité permanente lo decide la Asamblea Nacional, estos miembros no deben ocupar simultáneamente un cargo en el gabinete. El Comité Permanente del período anterior continuará con sus funciones hasta que la Asamblea Nacional recién elegida establezca su nuevo Comité Permanente. Los deberes constitucionales del Comité Permanente incluyen: (1) preparar, convocar y presidir las sesiones de la Asamblea Nacional; (2) explicar/interpretar la Constitución, leyes, actos y ordenanzas; (3) promulgar ordenanzas a solicitud de la Asamblea Nacional; (4) supervisar la implementación de la Constitución y las leyes, y las actividades del Gobierno, el Tribunal Supremo del Pueblo y la Fiscalía Suprema del Pueblo; (5) supervisar y orientar las actividades de los consejos populares provinciales (órganos legislativos locales); (6) dirigir y coordinar las actividades del Consejo Étnico de la Asamblea Nacional y otras comisiones, orientando y garantizando las condiciones laborales de los diputados; (7) aprobar los asuntos de personal del gabinete entre las sesiones de la Asamblea Nacional y presentar informes a la Asamblea Nacional en la próxima sesión; (8) declarar guerras si es necesario entre las sesiones de la Asamblea Nacional y presentar informes a la Asamblea Nacional en la próxima sesión; (9) iniciar una movilización general o una movilización parcial y declarar el estado de emergencia nacional o local si es necesario; (10) realizar actividades de relaciones externas de la Asamblea Nacional; y (11) organización de referéndum a solicitud de la Asamblea Nacional. Todos los miembros del Comité Permanente deben permanecer de pie durante todas las reuniones.
  - Comisión de Aspiración Popular (Ban Dân nguyện): Este es un subordinado del Comité Permanente. Es responsable de recopilar las aspiraciones y opiniones de la gente y presentar esas opiniones a la Asamblea Nacional. Está encabezado por un Jefe
  - Comisión de Asuntos Delegados (Ban Công tác Đại biểu): Este es un subordinado del Comité Permanente. Gestiona todos los asuntos y cuestiones que involucran a los delegados de la Asamblea Nacional. Está encabezado por un Jefe
  - Instituto de Investigación sobre Legislación (Viện Nghiên cứu Lập pháp): Este es un subordinado del Comité Permanente.
- Oficina de la Asamblea Nacional (Văn phòng Quốc hội): encabezada por un Secretario General
- Consejo de Minorías Étnicas (Hội đồng Dân tộc): Las funciones principales incluyen contribuir, investigar y supervisar los documentos legales (leyes, actos, ordenanzas) y procedimientos sobre cuestiones étnicas. Está dirigido por un presidente
- Comité de Leyes (Ủy ban Pháp luật), encabezado por un Director
- Comité de Justicia ( Ủy ban Tư pháp ), encabezado por un Director
- Comité de Economía ( Ủy ban Kinh tế ), encabezado por un Director
- Comité de Finanzas - Presupuesto ( Ủy ban Tài chính - Ngân sách ), encabezado por un Director
- Comité de Defensa y Seguridad ( Ủy ban Quốc phòng và An ninh ), encabezado por un Director
- Comité de Cultura, Educación, Jóvenes, Adolescentes y Niños (Ủy ban Văn hóa, Giáo dục, Thanh niên, Thiếu niên và Nhi đồng), encabezada por un Director
- Comisión de Asuntos Sociales (Ủy ban Các Vấn đề Xã hội), encabezada por un Director
- Comité de Ciencia, Tecnología y Medio Ambiente (Ủy ban Khoa học, Công nghệ và Môi trường), dirigido por un Director
- Comité de Relaciones Exteriores (Ủy ban Đối ngoại), dirigido por un Director

Otras agencias que son elegidas por la Asamblea Nacional, pero que funcionan de manera independiente, son:
- Consejo Nacional Electoral (Hội đồng Bầu cử Quốc gia), encabezado por un presidente
- Oficina de Auditoría del Estado (Kiểm toán Nhà nước), dirigida por un Jefe Auditor del Estado

## Últimas elecciones
En las elecciones nacionales de 2021, el Partido Comunista de Vietnam ganó 486 escaños, mientras que los candidatos no partidistas (independientes) (sin embargo todavía afiliados al Partido Comunista) ganaron los 14 restantes.
Sin embargo, un delegado electo fue sancionado y relevado de sus funciones debido a delitos legales. Por lo tanto, la actual Asamblea Nacional de Vietnam consta de 499 delegados en lugar de 500 delegados.